# Mali heksakronski ikozitetraeder
| Mali heksakronski ikozitetraeder        | Mali heksakronski ikozitetraeder                       |
| --------------------------------------- | ------------------------------------------------------ |
|                                         |                                                        |
| Vrsta                                   | zvezdni polieder                                       |
| Elementi                                | F = 60, E = 120, V =32 ({\displaystyle \chi \,} = -28) |
| Grupa simetrije                         | Ih, [5,3]+, 532                                        |
| Sklici                                  | DU50                                                   |
| mali kubikubooktaeder (dualni polieder) |                                                        |

Mali heksakronski ikozitetraeder je dualno telo malega kubikubooktaedra. Na pogled je enak malemu rombiheksakronu.

## Vir
- Wenninger, Magnus (1983), Dual Models, Cambridge University Press, ISBN 978-0-521-54325-5, MR730208